# Villa Floridiana
A Villa Floridiana egy kastély és közpark Nápoly Vomero negyedében. Eredete 1816-ra tehető, amikor I. Ferdinánd nápoly–szicíliai király megvásárolta a birtokot. A későbbiekben a birtokot a király morganatikus feleségének, Luisa Migliaccio Partannának, Floridia grófnőjének adományozta. A klasszicista épületet és a környező kerteket 1817-1819 között építették. Ma a Nemzeti Kerámia Múzeum székhelye.